# Montigné-le-Brillant
Montigné-le-Brillant – miejscowość i gmina we Francji, w regionie Kraj Loary, w departamencie Mayenne.
Według danych na rok 1990 gminę zamieszkiwało 1 038 osób, a gęstość zaludnienia wynosiła 58 osób/km² (wśród 1504 gmin Kraju Loary Montigné-le-Brillant plasuje się na 557. miejscu pod względem liczby ludności, natomiast pod względem powierzchni na miejscu 649.).